# Satilatlas
Satilatlas és un gènere d'aranyes araneomorfes de la subfamília Erigoninae, dins de la família Linyphiidae . Es poden trobar a la zona holàrtica: Europa, Rússia, els Estats Units, Canadà, i Alaska:
Fou descrit per primera vegada per Eugen von Keyserling l'any 1886.
És sinònim del gènere Perimones Jackson, 1932

## Llista d'espècies
Segons The World Spider Catalog 12.0:
- Satilatlas arenarius (Emerton, 1911) – USA, Canadà
- Satilatlas britteni (Jackson, 1913) – Europa
- Satilatlas carens Millidge, 1981 – Canadà
- Satilatlas gentilis Millidge, 1981 – USA
- Satilatlas gertschi Millidge, 1981 – Canadà
- Satilatlas insolens Millidge, 1981 – USA
- Satilatlas marxi Keyserling, 1886 (Espècie tipus) – Rússia, USA (Alaska), Canadà
  - Satilatlas m. matanuskae (Chamberlin, 1949) – USA (Alaska)
- Satilatlas monticola Millidge, 1981 – USA, Canadà